# MAN SG 240 (Avtomontaža)
MAN SG 240 je oznaka zglobnog autobusa, koji se proizvodio u ljubljanskoj tvornici "Avtomontaža".
Vozilo je nastalo na podvozju starijeg MAN-ovog modela SG 220, dok je nadgradnja karoserije rađena u ljubljanskoj tvornici, a nastala je po uzoru na MAN-ov model SG 242. 
Oznaka SG na njemačkom jeziku znači:
- S - Standard
- G - Gelenkbus (zglobni autobus).

Ovaj model "Avtomontažinih" autobusa u Hrvatskoj ima jedino K.D. "Autotrolej" iz Rijeke, te u Sloveniji Ljubljanski prijevoznik "LPP".
Karoserija je također korištena za solo modele MAN SU 240, TAM 260 A 116 M i TAM 260 A 116 P.

## Tehnički podatci
- oblik karoserije: zglobni, visokopodni
- osovine: 3
- jačina motora: 240 KS
- zapremina: 12. 000 ccm
- dužina: 16.480 mm
- širina: 2.500 mm
- visina: 3.100 mm
- težina praznog vozila: 13.330 kg
- najveća dopuštena masa: 24.000 kg
- mjenjač: automatski
- broj vrata: 3 ili 4
- broj sjedećih mjesta: 1 + 43
- broj stajaćih mjesta: 100
- potrošnja goriva: oko 50 l/100 km

## Galerija slika
- Gumbi za otvaranje vrata